# گیاه‌پارچ تیره
گیاه‌پارچ تیره (نام علمی: Nepenthes fusca)، یک گونه از سرده گیاه‌پارچ‌ها است.